# Flatormenis tarnabensis
Flatormenis tarnabensis är en insektsart som beskrevs av M. Firoz Ahmed och Rao 1986. Flatormenis tarnabensis ingår i släktet Flatormenis och familjen Flatidae. Inga underarter finns listade i Catalogue of Life.